# Соколов, Николай Алексеевич (актёр)
Никола́й Алексе́евич Соколо́в (23 ноября 1906, Смоленск — 8 мая 1981, Киев) — советский актёр и театральный режиссёр
. Работал в Киевском театре русской драмы им. Леси Украинки и Киевском театре оперетты. Народный артист УССР (1960).

## Биография
Родился 23 ноября 1906 в Смоленске.
Учился на актерском отделе Первой ленинградской художественной студии.
Служил в театрах Ленинграда, Вологды, Новосибирска («Красный факел»).
В 1931—1954, 1957—1967 гг. служил в Киевском театре русской драмы им. Леси Украинки, на сцене которого осуществил ряд спектаклей украинского и зарубежного классического репертуара. О его работе в этом театре с большим уважением упоминается в воспоминаниях М. Резниковича.
В 1958 и в 1966 служил в Киевском театре оперетты.
В 1963 возглавил ПЕРВЫЙ русский  курс актерского мастерства в институте  И. К. Карпенко-Карого, который покинул в 1964 году из-за слабого состава учеников.
Руководство курсом было передано артисту Украинского русского театра - Николай Николаевичу Рушковскому.
Жил в Киеве на вул. Пушкинской, 19, впоследствии в доме на Шота Руставели, 26.
Умер в Киеве 8 мая 1981.

## Театральные роли
- Кимбаев («Страх» А. Афиногенова)
- Вайонен («Оптимистическая трагедия» В. Вишневского)

## Постановки
- «Юность Поле Вихревой» (по роману Л. Леонова «Русский лес»)
- «Песнь о черноморцах» Б. Лавренёва
- «В пуще» Леси Украинки (впервые на русской сцене)
- «Каменный хозяин» Леси Украинки
- «Киевская тетрадь» В. Собко
- «Дон Карлос» Ф. Шиллера
- «Такая любовь» П. Когоута
- «Иркутская история» А. Арбузова
- «Нас где-то ждут» А. Арбузова
- «Океан» и «Между ливнями» А. Штейна

## Ссылка
- Соколов Микола Олексійович // Митці України: Енциклопедичний довідник / Упор.: М. Г. Лабінський, В. С. Мурза. За ред. А. В. Кудрицького. — К. : «Українська енциклопедія» ім. М. П. Бажана, 1992. — С. 542. — ISBN 5-88500-042-5.
- Соколов Микола Олексійович //  Мистецтво України : Біографічний довідник (укр.) / упоряд.: А. В. Кудрицький, М. Г. Лабінський ; за ред. А. В. Кудрицького. — К. : «Українська енциклопедія» ім. М. П. Бажана, 1997. — С. 552. — ISBN 5-88500-071-9.М. Г. Лабінський. За ред. А. В. Кудрицького. — К. : «Українська енциклопедія» ім. М. П. Бажана, 1997. — С. 552. — ISBN 5-88500-071-9.
- [leksika.com.ua/11840410/ure/sokolov Соколов Микола Олексійович]leksika.com.ua
- Николай Соколов / М. Ю. РезниковичФакты и комментарии, 04.12.1999